# Krollův proces
Krollův proces je pyrometalurgický průmyslový proces využívaný hlavně pro výrobu titanu. Tento proces objevil William Justin Kroll v roce 1940. Nahradil Hunterův proces pro průmyslovou produkci titanu.

## Proces
Výchozí látkou je chlorid titaničitý, TiCl4, který se vyrábí z rutilu nebo ilmenitu:
TiO2 + 2 Cl2 + 2 C → TiCl4 + 2 CO
2 FeTiO3 + 7 Cl2 + 6 C → 2 TiCl4 + 2 FeCl3 + 6 CO
TiCl4 je poté redukován taveninou hořčíku:
{\displaystyle {\ce {{TiCl4}+2\ Mg->[825\ \mathrm {^{o}C} ]{Ti}+2\ MgCl2}}}
Reakce probíhá za teploty 800–850 °C v reaktoru z nerezové oceli. Komplikací je vznik nižších chloridů titanu TiCl3 a TiCl2. Vzniklý chlorid hořečnatý může být dále zpracován zpět na kovový hořčík. Produktem je porézní titanová houba, která se čistí loužením nebo vakuovou destilací. Houba se před tavbou ve vakuové peci rozdrtí a lisuje. Roztavený ingot se nechá ztuhnout ve vakuu a zpravidla se pak přetavuje, aby se získal homogenní materiál. Tím se ovšem zvyšuje cena finálního produktu.

## Historie
Krollův proces byl vyvinut v roce 1940 v Lucembursku, autorem je metalurg William J. Kroll. Ten tuto metodu dále modifikoval, již na půdě USA, i pro přípravu kovového zirkonia.
Výroba titanu byla realizována pomocí mnoha metod, nejstarší byl Hunterův proces, který využíval k redukci kovový sodík. Další metodou je Van Arkelův–de Boerův proces, který využívá rozklad jodidu titaničitého na žhaveném wolframovém vlákně.
Jodid titaničitý je možné taky redukovat vodíkem, čímž získáme směs hydridů, které lze termicky zpracovat na čistý kov. To vedlo Krolla k návrhu nové aparatury a redukčního činidla pro chlorid titaničitý. Velkou výzvou byla citlivost této látky na přítomnost stop vlhkosti a oxidů jiných kovů. Významným úspěchem bylo použití vápníku k redukci, ale produkt stále obsahoval velké množství oxidických nečistot. Jako výrazně výhodnější se ukázal hořčík při 1000 °C v molybdenovém reaktoru. Tento proces je v současnosti hlavní metodou přípravy titanu a také jednou z největších aplikací hořčíku.